# Albeck
Albeck osztrák község Karintia Feldkircheni járásában. 2016 januárjában 1026 lakosa volt. 

## Elhelyezkedése

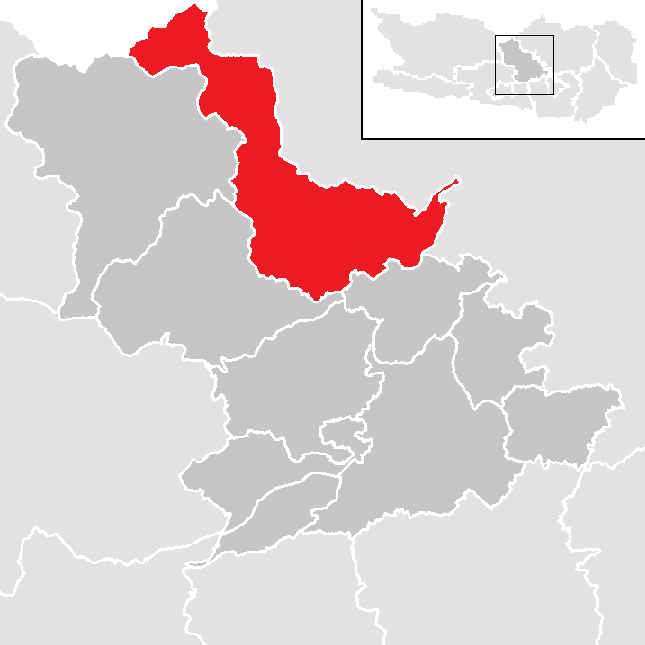
Albeck a Feldkircheni járásban

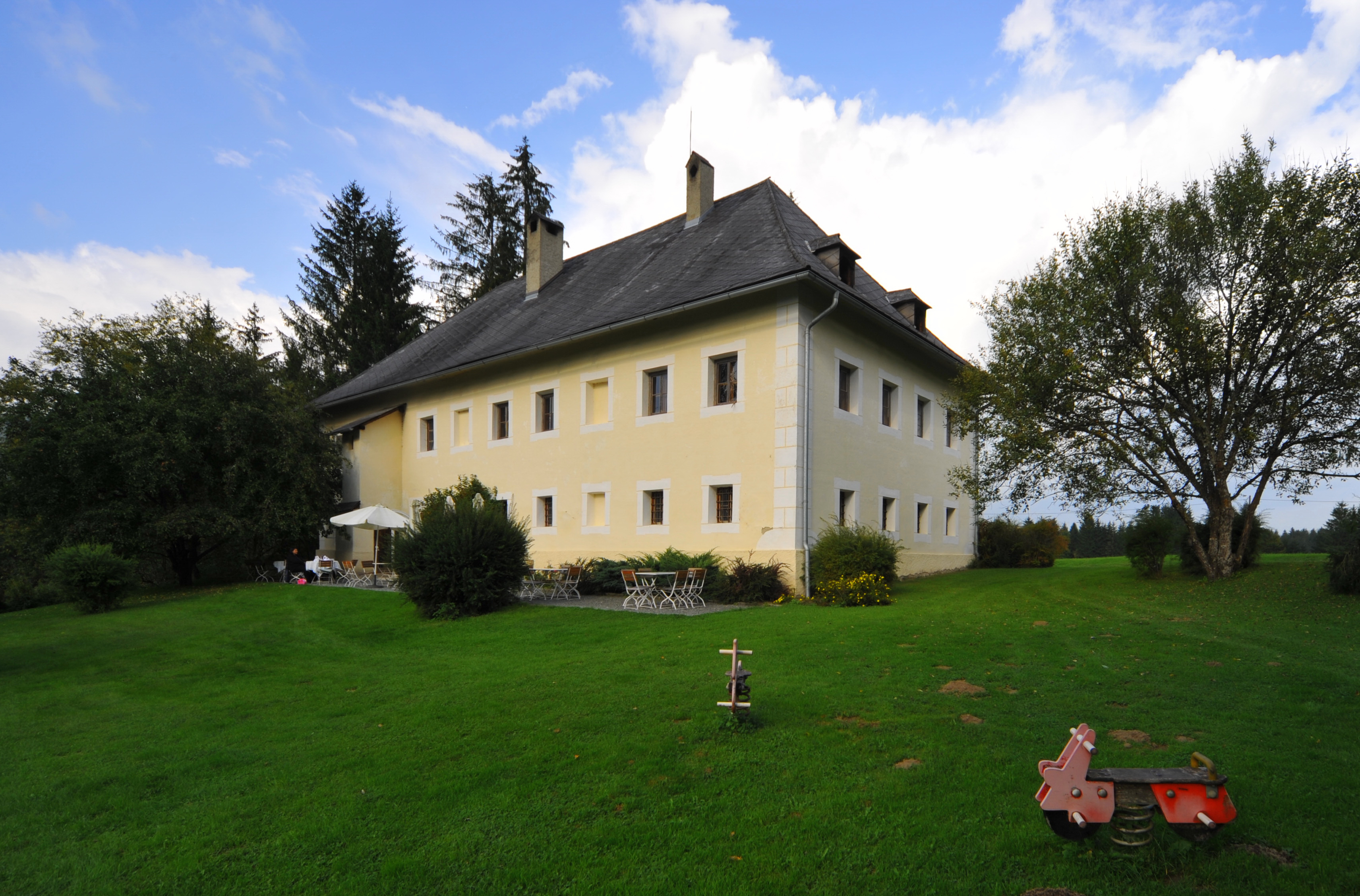
Új-Albeck kastélya

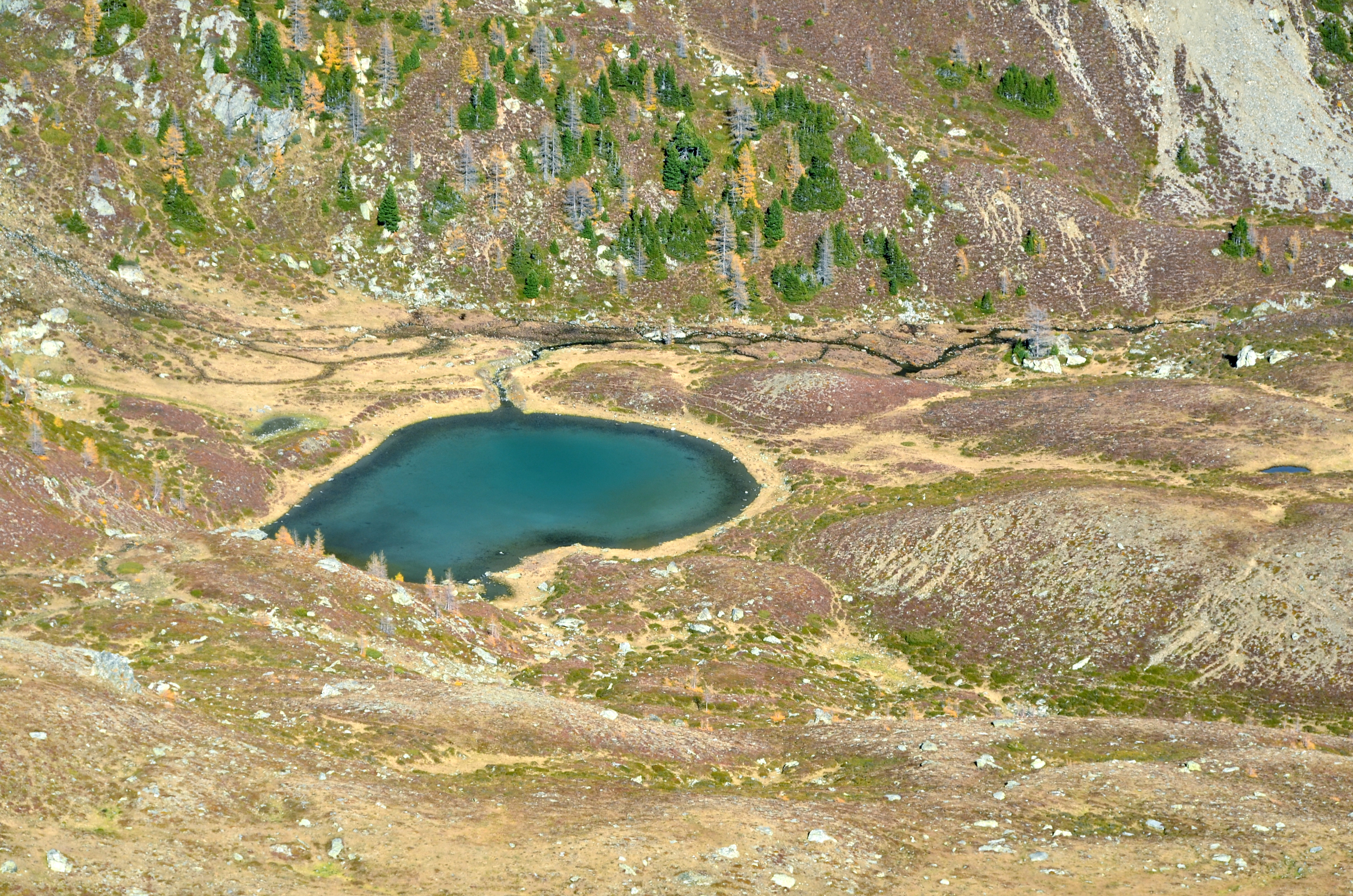
A Gurksee

Albeck Karintia északi részén fekszik, a Gurktali-Alpokban, a Gurk egyik mellékfolyója, a Sirnitzbach völgyében. Legmagasabb pontja a 2404 méteres Wintertalernock. Az önkormányzat 32 falut és egyéb településrészt fog össze, amelyek közül Sirnitz (294 lakos) játssza a központ szerepét. A továbbiak: Albeck Obere Schattseite (19), Albeck Untere Schattseite (26), Benesirnitz (85), Egarn (16), Frankenberg (28), Grillenberg (77), Hochrindl (37),  Hochrindl-Alpl (22), Hochrindl-Kegel (47), Hochrindl-Tatermann (15), Hofern (49), Holzern (1), Kalsberg (63), Kogl (13), Kruckenalm (0), Lamm (11), Leßnitz (6), Neualbeck (11), Oberdörfl (28), Obereggen (4), Sirnitz-Schattseite (42), Sirnitz-Sonnseite (8), Sirnitz-Winkl (18), Sankt Ruprecht (26), Seebachern (0), Spitzwiesen (26), Stron (23), Unterdörfl (17), Untereggen (13), Weitental (0), Wippa (9).
A környező települések: délkeletre Steuerberg, délnyugatra Gnesau, nyugatra Reichenau, északra Stadl-Predlitz (Stájerország), északkeletre Deutsch-Griffen, keletre Weitensfeld im Gurktal.

## Története
Az önkormányzat területe valószínűleg a 10. század körül népesedett be. Sirnitzet (Sironitz alakban) először 1157-ben említik, Albeck várát pedig 1155-ben. Rudolf von Albeck várúr a Gurki egyházmegyére hagyta a várat, amelynek fia püspöke volt. Az egyházi tulajdon ma is számottevő. A vár a 17. századra romba dőlt; köveit a 18. század elején felhasználták Neu-Albeck kastélyának építéséhez.
A 18. században bányaművelés vette kezdetét. 1731-ben a gurki püspök utasítást adott a Lattersteigen arany és ezüst kitermelésére; nem ismert, hogy milyen sikerrel. 
A községi önkormányzat 1850-ben alakult meg.

## Lakossága
Az albecki önkormányzat területén 2016 januárjában 1026 fő élt, ami visszaesést jelent a 2001-es 1118 lakoshoz képest. Akkor a helybeliek 96,7%-a volt osztrák állampolgár. 82,2% római katolikusnak, 12,3% evangélikusnak, 3,9% pedig felekezet nélkülinek vallotta magát. 

## Látnivalók
- Albeck és a szomszédos Reichenau osztozik az 1507 hektáros (Karintiában a negyedik legnagyobb) természetvédelmi területen, ahol a Gurk folyó két forrása, a Gurksee és Torersee magashegyi tavak fekszenek. A terület a havasi lile egyik költőhelye.
- Alt-Albeck várának romjai
- Neu-Albeck kastélya
- a sirnitzi késő gótikus Szt. Miklós-templom barokk csontházával

## Híres albeckiek
- Martin Hinteregger (1992-) labdarúgó

## Testvértelepülések
- Langenau (Németország)
- Fiume Veneto (Olaszország)

## Fordítás
- Ez a szócikk részben vagy egészben  az   Albeck (Kärnten) című német Wikipédia-szócikk ezen változatának fordításán alapul.  Az eredeti cikk szerkesztőit annak laptörténete sorolja fel. Ez a jelzés csupán a megfogalmazás eredetét és a szerzői jogokat jelzi, nem szolgál a cikkben szereplő információk forrásmegjelöléseként.